# Chloé D’Haese
Pour les articles homonymes, voir Haese.
Chloé D’Haese, née le 7 mars 2003, est une joueuse internationale française de rink hockey et qui a été sélectionnée à deux reprises pour représenter l’équipe de France féminine (en 2016 et en 2024).

## Parcours
Elle commence le rink hockey à l'âge de 8 ans dans le club de Tourcoing. 

## Palmarès
En 2019, elle participe au championnat du monde en Espagne. 